# Spocks Gehirn
Spocks Gehirn (Originaltitel: Spock’s Brain) ist die nach Ausstrahlungsreihenfolge erste und nach Produktionsreihenfolge sechste Episode der dritten Staffel der Science-Fiction-Fernsehserie Raumschiff Enterprise. Sie wurde in englischer Sprache erstmals am 20. September 1968 bei NBC ausgestrahlt. In Deutschland war sie zum ersten Mal am 4. April 1988 in einer synchronisierten Fassung bei Sat.1 zu sehen, nachdem das ZDF sie bei der deutschen Erstausstrahlung der Serie in den Jahren 1972 bis 1974 übergangen hatte.

## Handlung
Im Jahr 2268 bei Sternzeit 5431.4 verfolgt die Enterprise ein unbekanntes Raumschiff. Plötzlich beamt von dort eine Frau herüber und versetzt die gesamte Besatzung in Bewusstlosigkeit. Als alle wieder zu sich kommen, stellen sie fest, dass der halb-vulkanische erste Offizier Spock von der Brücke verschwunden ist. Er liegt nun auf der Krankenstation und Schiffsarzt McCoy stellt fest, dass jemand sein Gehirn entfernt hat. Sein Körper kann maximal 24 Stunden am Leben gehalten werden. Das fremde Schiff ist mittlerweile verschwunden, das Sigma-Draconis-System kann aber als sein Ziel ausgemacht werden. Seltsame Energieanzeigen von einem eiszeitlichen Planeten lassen vermuten, dass dort das Ziel des fremden Schiffs liegt.
Captain Kirk, Chefingenieur Scott, Navigator Chekov und zwei Sicherheitsoffiziere beamen auf die Oberfläche. Dort werden sie von einer Gruppe primitiver Männer angegriffen, die sich Morgs nennen. Sie können aber leicht einen von ihnen mit ihren Phasern außer Gefecht setzen, woraufhin die anderen fliehen. Der Mann ist verwundert, dass Kirk und seine Leute nicht wie „die Anderen“ aussehen. Im Gespräch mit ihm erfährt Kirk, dass der Mann offenbar keine Vorstellung davon hat, was Frauen sind. Chekov findet Anzeichen für eine unterirdische Stadt. McCoy beamt mit Spocks Körper herunter, den er mit einer Fernsteuerung lenkt. Zusammen mit Kirk und Scott begeben sie sich in die Stadt. In dieser technisch fortgeschrittenen Umgebung treffen sie auf eine Gruppe junger Frauen, die Eymorgs. Kirk kann über seinen Kommunikator Kontakt zu Spock aufnehmen, der aber nicht weiß, wo er sich befindet. Als Kara, die mutmaßliche Diebin von Spocks Gehirn, eintritt, verlangt Kirk Antworten, doch sie betäubt ihn und seine Leute.
Als sie wieder erwachen, stellen sie fest, dass ihnen Gürtel umgelegt wurden, mit denen ihnen Schmerz zugefügt werden kann. Die Eymorgs sind grundsätzlich willens zu einer Unterredung, aber offenbar unfähig, Kirks Fragen zu beantworten. Sie erwähnen aber einen „Herrscher“, der hier unten alles kontrollieren würde. Da kommt Kirk eine Idee: Dieser Herrscher könnte Spocks Gehirn sein, das die komplexen Computersysteme der Stadt kontrolliert, wozu deren Bewohnerinnen nicht mehr im Stande sind.
Die Eymorgs ziehen sich zurück und lassen das Außenteam von zwei Morgs bewachen. Diese können aber überwältigt werden. Kirk, Scott und McCoy können wieder Kontakt mit Spock aufnehmen und sich nach der Überwältigung von Kara ihrer Gürtel entledigen. Sie finden Spocks Gehirn schließlich in einem schwarzen Kasten, das mit dem Computersystem der Stadt verbunden ist. Kirk fordert von Kara, das Gehirn wieder in Spocks Körper zu verpflanzen. Sie erklärt, der „Meister“ könne ihr für drei Stunden das dafür nötige Wissen vermitteln. Dieser „Meister“ ist ein Computer, der seine gespeicherten Informationen über eine Haube in Karas Gehirn einspeist. Sie erlangt aber auch das Wissen, wie ein Phaser funktioniert, und richtet einen auf Kirk, denn sie fürchtet, dass die Entfernung von Spocks Gehirn das Ende ihrer Zivilisation bedeuten würde. Sie kann erneut überwältigt werden und Kirk kann sie überzeugen, dass ein neuer Lebensweg möglich sei, wenn die Trennung der Morgs und der Eymorgs überwunden wird.
McCoy entschließt sich, sich selbst das Wissen des „Meisters“ anzueignen. Er beginnt mit der Operation, doch nach einer Weile beginnt sein neues Wissen allmählich zu schwinden. Es gelingt ihm noch, Spocks Sprachzentrum wieder anzuschließen, sodass dieser ihm ab jetzt bei seiner eigenen Operation assistieren kann. Die Wiedervereinigung von Körper und Gehirn verläuft erfolgreich.

## Verbindungen zu anderen Star-Trek-Produktionen
Einige Elemente aus dieser Folge wurden in späteren Star-Trek-Produktionen wieder aufgegriffen:
- In Folge 6.10 (Der glorreiche Ferengi) von Star Trek: Deep Space Nine aus dem Jahr 1998 wird eine ähnliche Vorrichtung wie in Spocks Gehirn verwendet, um einen toten Vorta fernzusteuern.
- Das Sigma-Draconis-Sternensystem wird in einigen Folgen der Serien Star Trek: Discovery und Star Trek: Picard genannt bzw. auf Sternenkarten gezeigt.

## Produktion

### Drehbuch
Drehbuchautor Gene L. Coon ließ sich in den Credits der Folge nur unter seinem Pseudonym Lee Cronin nennen.

### Regie
Spocks Gehirn war die letzte von insgesamt 14 Raumschiff-Enterprise-Folgen, in denen Marc Daniels Regie führte. Er und Joseph Pevney teilen sich damit den ersten Platz für die meisten inszenierten Folgen der Serie.

### Kostüme
Spocks grüner Anzug aus dieser Folge wurde aus der Folge Falsche Paradiese wiederverwendet.

## Adaptionen
James Blish schrieb eine Textfassung von Spocks Gehirn, die auf Englisch erstmals 1972 in der Geschichtensammlung Star Trek 8 erschien. Die deutsche Übersetzung erschien 1973.

## Rezeption
Spocks Gehirn gilt unter Fans und Kritikern gleichermaßen als eine der schlechtesten Raumschiff-Enterprise-Folgen.
David Hofstede führte die Folge Spocks Gehirn in seinem Buch What Were They Thinking? The 100 Dumbest Events in Television History auf Platz 71 der 100 dümmsten Ereignisse der Fernsehgeschichte.
Terry J. Erdmann und Paula M. Block vergaben in ihrem 2008 erschienenen Referenzwerk Star Trek 101 einen Spock’s Brain Award an die gemäß einen Fanvotum schlechtesten Folgen der einzelnen Star-Trek-Serien.
Zack Handlen nannte Spocks Gehirn 2012 als eine der zehn Folgen von Raumschiff Enterprise, die die Serie am besten repräsentieren.
David Morgan führte Spocks Gehirn 2016 auf „cbsnews.com“ als eine der schlechtesten Folgen von Raumschiff Enterprise auf.
Matthew Byrd führte Spocks Gehirn 2017 auf „screenrant.com“ in einer Liste der 15 schlechtesten Star-Trek-Folgen auf Platz 3.
Don Kaye erstellte 2017 für die Website Den of Geek eine Liste von 15 Raumschiff-Enterprise-Folgen, die zwar allgemein als schlecht gelten, aber dennoch einen gewissen Charme besitzen. Spocks Gehirn führte er hierbei auf Platz 2.
Michael Weyer erstellte 2018 für „cbr.com“ eine Liste von 20 Star-Trek-Folgen, die so schlecht sind, dass man sie gesehen haben muss. Spocks Gehirn führte er dabei auf Platz 1.
Joseph Walter führte Spocks Gehirn 2018 auf „screenrant.com“ in einer Liste der zehn schlechtesten Star-Trek-Folgen auf Platz 2.
Michael Kmet führte Spocks Gehirn 2019 auf „whatsculture.com“ in einer Liste der 20 schlechtesten Star-Trek-Folgen auf Platz 20.
John Miller erstellte 2022 für „screenrant.com“ eine Liste der zehn schlechtesten Star-Trek-Folgen auf der Grundlage von Reddit-Diskussionen. Spocks Gehirn landete dabei auf Platz 6.
Christian Blauvelt listete Spocks Gehirn 2022 auf „hollywood.com“ in einem Ranking aller 79 Raumschiff-Enterprise-Folgen auf Platz 78.

## Parodien und Anspielungen
Es existieren zahlreiche Referenzierungen auf diese Folge in Film, Fernsehen und Musik:
Dass jemand bei seiner eigenen Gehirnoperation assistiert, wurde von Star-Trek-Schöpfer Gene Roddenberry in seinem 1974 erschienenen Fernsehfilm Ein Computer wird gejagt wieder aufgegriffen.
In Folge 7.05 (Sam verlässt das Nest) der Sitcom Wer ist hier der Boss? von 1990 erwähnt Tony die Folge Spocks Gehirn, hält aber irrtümlich die Klingonen für die Diebe.
Die Handlung der 1991 entstandenen Porno-Parodie Sex Trek II: The Search for Sperm basiert auf der Folge Spocks Gehirn. Allerdings werden hier anstelle seines Gehirns seine Genitalien gestohlen.
Die schwedische Synthiepopband S.P.O.C.K veröffentlichte 1995 auf ihrem Album Five Year Mission ein Lied namens Mr. Spock’s Brain.
Die US-amerikanische Rockband Phish komponierte ein Lied namens Spock’s Brain, das 1995 erstmals auf einem Konzert gespielt, aber erst 2013 veröffentlicht wurde.
In der Folge Mind-Sifter der Fanserie Star Trek Continues von 2014 ist die Fernbedienung aus Spocks Gehirn in Spocks Quartier zu sehen.